# Чорна (гміна, Бещадський повіт)
Гміна Чорна (пол. Gmina Czarna) — сільська гміна у східній Польщі. Належить до Бещадського повіту Підкарпатського воєводства.
Гміна розташована на історичних етнічних українських землях.
Станом на 31 грудня 2011 у гміні проживало 2418 осіб.

## Площа
Згідно з даними за 2007 рік площа гміни становила 184.62 км², у тому числі:
- орні землі: 26.00%
- ліси: 60.00%

Таким чином, площа гміни становить 16.22% площі повіту.

## Історія
Гміна утворена з 1.08.1934 у складі Ліського повіту Львівського воєводства з дотогочасних сільських громад: Чорна, Панищів, Рябе, Соколова Воля, Задвір'я, Жолобик.
У середині вересня 1939 року німці окупували територію гміни, однак уже 26 вересня 1939 року мусіли відступити, оскільки за пактом Ріббентропа-Молотова вона належала до радянської зони впливу. За кілька місяців територія ввійшла до Нижньо-Устрицького району Дрогобицької області. Наприкінці червня 1941, з початком Радянсько-німецької війни, територія знову була окупована німцями. В липні 1944 року радянські війська знову оволоділи цією територією. В 1951 році територія віддана Польщі, бойківські села насильно виселені на південь УРСР.

## Солтиства
- Жолобик (Żłobek)
- Лип'я (Lipie)
- Михновець (Michniowiec)
  - Бистре (Bystre)
- Поляна (Polana)
  - Видрене (Wydrne)
  - Вільхівці (Olchowiec)
  - Середнє Мале (Serednie Małe)
  - Хревт (Chrewt)
- Рябе (Rabe)
- Чорна Долішня (Czarna Dolna)
- Чорна (Czarna Górna)

### Неіснуючі поселення
- Панищів (Paniszczów)
- Росохате (Rosochate)
- Росолин (Rosolin)
- Соколова Воля (Sokołowa Wola)
- Творильне (Tworylne)

## Населення
Станом на 31 грудня 2011:
| Опис     | Загалом | Загалом | Чоловіки | Чоловіки | Жінки | Жінки |
| -------- | ------- | ------- | -------- | -------- | ----- | ----- |
| одиниця  | осіб    | %       | осіб     | %        | осіб  | %     |
| все      | 2418    | 100     | 1220     | 50.45    | 1198  | 49.55 |
| міське   | 0       | 100     | 0        |          | 0     |       |
| сільське | 2418    | 100     | 1220     | 50.45    | 1198  | 49.55 |

## Сусідні гміни
Гміна Чорна межує з такими гмінами: Літовищі, Солина, Тісна, Устрики-Долішні. Гміна межує з Україною.